# Batenburgeri
Batenburgerii au fost o sectă anabaptistă radicală, condusă de Jan van Batenburg, care a înflorit pentru scurt timp în anii 1530, după revolta din Münster.